# メロードの祭壇画
『メロードの祭壇画』（メロードのさいだんが（蘭: Mérode-triptiek、英: Mérode Altarpiece））は、初期フランドル派の画家ロベルト・カンピンが描いた三連祭壇画。ただし、カンピンが描いたオリジナルの三連祭壇画からの複製画ではないかと考える研究者も存在する。現在『メロードの祭壇画』を所蔵しているニューヨークのメトロポリタン美術館では「ロベルト・カンピンと助手」の作品であるとしている。さらに制作年度もはっきりとはしておらず、1422年以降、おそらくは1425年から1428年ごろではないかとされている。
『メロードの祭壇画』は、ニューヨークのナショナル・ギャラリーがヤン・ファン・エイクの『受胎告知』を1939年に獲得した後、ニューヨーク、ひいては北米の所蔵になった最も優れた初期フランドル派の作品だと議論されている。ロベルト・カンピンが描いた絵画の中でもっともよく知られている作品で、家庭的な雰囲気にあふれた室内描写と、窓越しに見える都市の風景描写とで構成されている。現在はメトロポリタン美術館の別館クロイスターズに展示されている。

## 概説

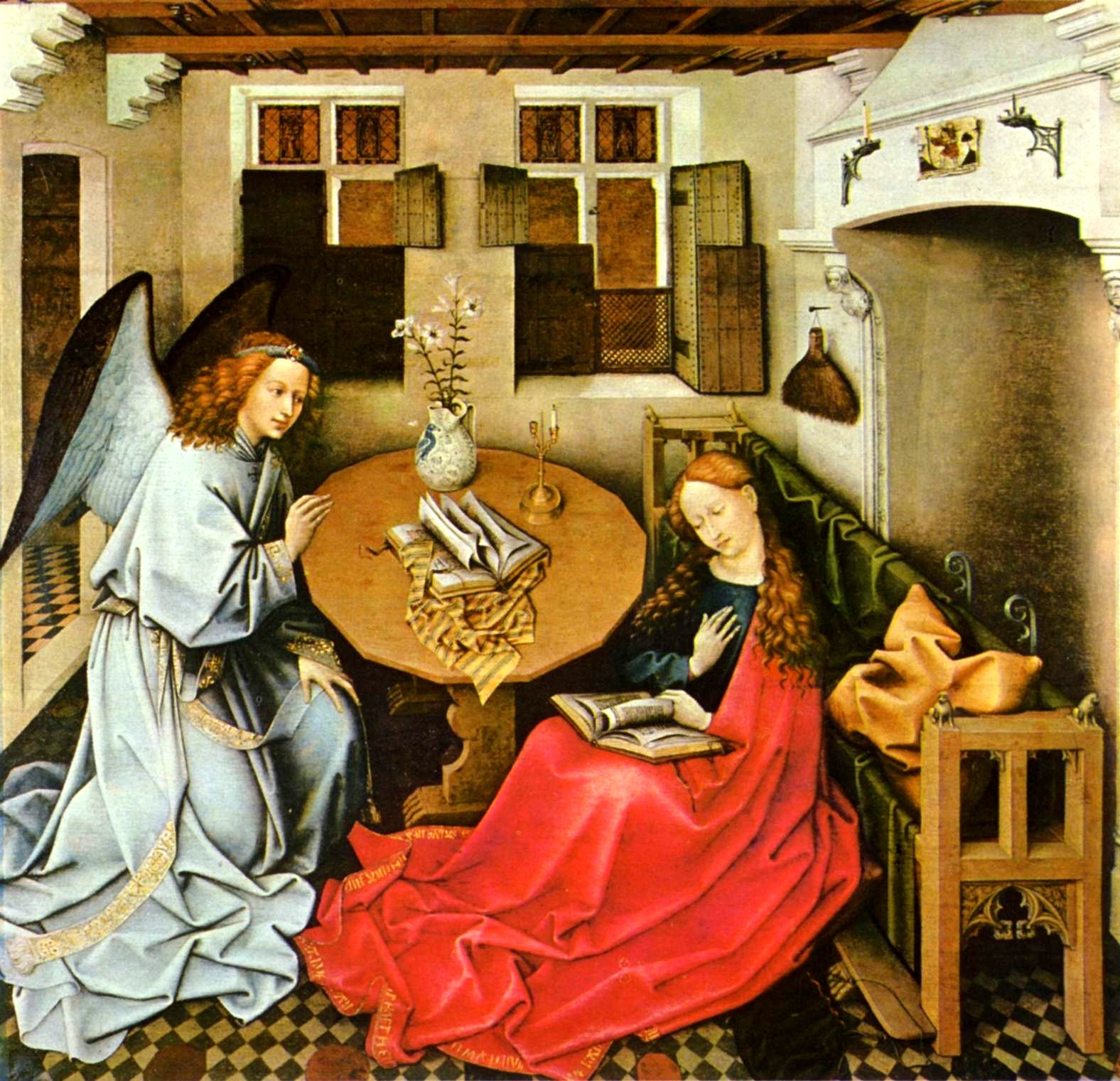
ベルギー王立美術館が所蔵する、ロベルト・カンピンの三連祭壇画の中央パネル（複製画とも）。『メロードの祭壇画』の中央パネルと同じく「受胎告知」が描かれている。

『メロードの祭壇画』は中央パネルと2枚の両翼が蝶番で組み合わされている、典型的な三連祭壇画である。中央パネルは比較的小さく、64 cm x 63 cm、両翼は 65 cm x 27cmとなっている。この作品は教会や修道院ではなく、個人の注文によって描かれたと考えられている。当時の個人的依頼によって描かれた宗教画によくみられるように、この作品にも左翼パネルに、従者の男性の後ろでひざまずいている依頼主の女性の肖像画が描かれている (en:donor portrait))。この女性像にはいったんこの作品が完成した後に別の画家の手によって修正が加えられた形跡があり、これは依頼主の女性が結婚したことによるものではないかとされている。中央パネルの窓にあるステンドグラスに描かれた紋章から、この女性は1427年のトゥルネーの記録に残っている、メヘレン近郊の富裕な商工業者の一族である。
中央パネルのモチーフは受胎告知であるが、聖母マリアが書物に目を落としたままで、来臨した天使に気付いていないことから、マリアが神の子の受胎を告げられる直前の場面を描いたものである。天使の頭上には、十字架を持ちマリアに向かって降臨する小さなキリストが描かれており、マリアが神の子を身ごもることを暗示している。右翼に大工の姿で描かれているのはキリストの養父聖ヨセフだが、これは受胎告知を描いた作品としてはあまり例のない構成といえる。マリアとヨセフが結婚したのはマリアが受胎告知を受けた後のことであるが、この作品では婚礼前の二人が同居しているかのような光景で描かれている。
この絵画は市場に流出するまでは、ベルギーの貴族アレンベルグ＝メロード家が所有していた作品だった。
同じくカンピンが描いた「受胎告知」の別ヴァージョンではないかとされる三連祭壇画の中央パネルが、ブリュッセルのベルギー王立美術館に所蔵されている。

## 宗教的寓意

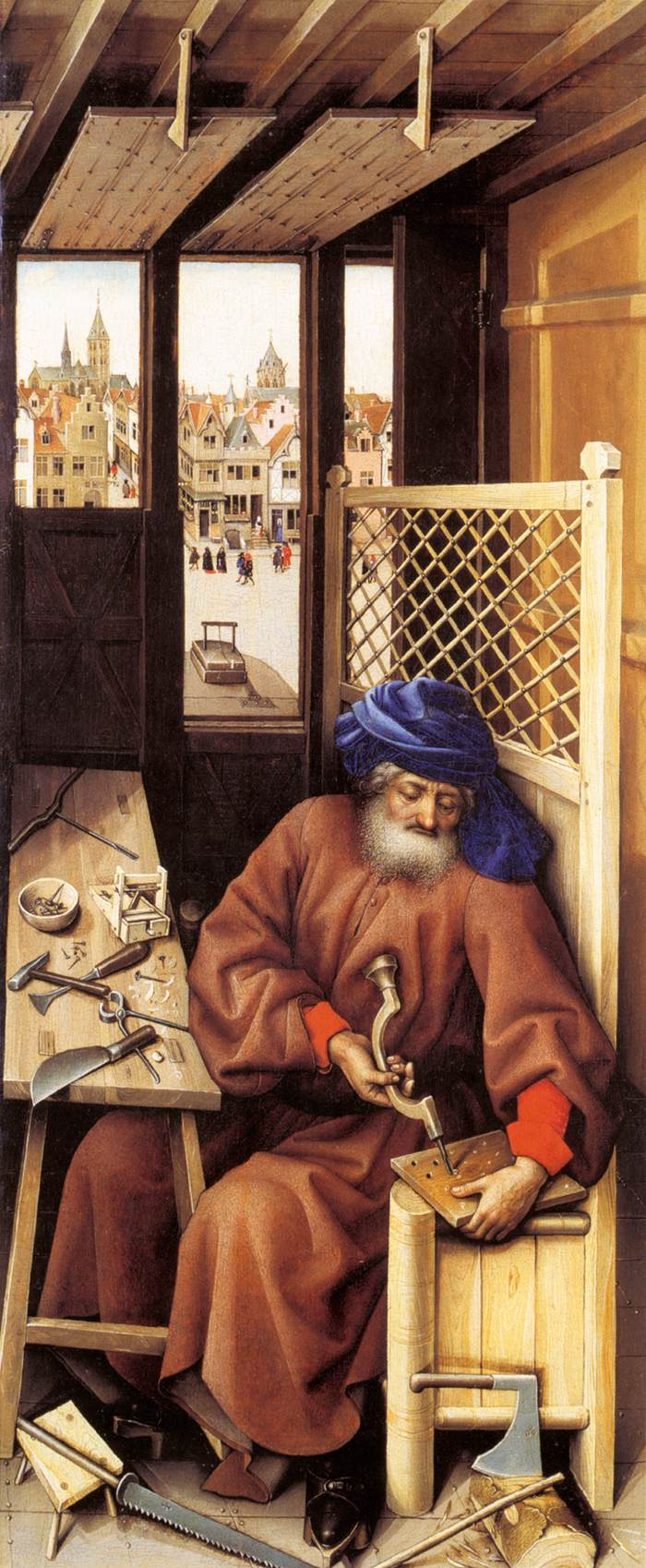
聖ヨセフが描かれた右翼

図像学には多くの宗教的象徴の研究が含まれ、現在でもその内容や意味についての解析、議論が続いている。絵画に描かれたねずみ捕りに着目し、最初にその寓意の研究を行ったのはアメリカの美術史家メイヤー・シャピロ (en:Meyer Schapiro) で、後にドイツ人美術史家エルヴィン・パノフスキーがこの学説を拡張、深化させ、調度品や建具などの詳細な描き込みにも多くの寓意を読み取ろうとした。この学説の有名な議論対象になっているのはほとんどが初期フランドル派の絵画作品である。後世になって他の芸術家が描いた「受胎告知」にも、初期フランドル派の画家たちが最初に「受胎告知」に導入した、何らかの寓意を示すと考えられている対象物が取り入れられている。
聖母マリアの前の卓におかれた巻物と書物は旧約聖書と新約聖書の象徴で、マリアとキリストが聖書に記された予言の成就を担う存在であることを意味する。陶器の花瓶に飾られたユリはマリアの純潔を表す。マリアの後方にあるベンチの手すりの獅子は、おそらく上智の座 (en:Seat of Wisdom) あるいはソロモンの玉座の象徴であり、このような獅子像はヤン・ファン・エイクの『アルノルフィーニ夫妻像』の背景に描かれた椅子にも描かかれるなど、他の絵画にもよく見られるモチーフとなっている。中央パネルの背景には、室内を描いた絵画にはあまり見られない水場が描かれている。おそらくこれは聖職者がミサを司るときに使用する聖水盤 (en:piscina) を意味する。16角形の卓はヘブライの16名の主たる預言者の暗示である。通常の作品では卓は祭壇の役割で描かれ、大天使ガブリエルが聖職者の祭服 (en:vestment) やコープ (en:Cope) 姿で描かれることが多い。ヤン・ファン・エイクの『受胎告知』と同様に、『メロードの祭壇画』にも受胎告知とミサ、聖体の秘跡とを関連付ける様々なものが描かれている。ベンチではなく床に座るマリアは謙遜を意味し、マリアの衣服のひだに反射する光は星のきらめきを表す。これにはマリアを星になぞらえる様々な神学上の意味がこめられている。
右翼パネルには大工の姿で聖ヨセフが描かれている。ねずみ捕りはキリストが将来捕縛されることと、悪魔の誘惑を退けることの象徴で、聖アウグスティヌスの言葉「主の十字架は悪魔を捕えるねずみ捕り、キリストの死によって悪魔は打ち負かされた」の隠喩となっている。ねずみ捕りが窓の外に置かれていることにも意味があり、誰もが見ることができる場所に囮のようにおかれていることが、キリストは悪魔を捕えるための餌であるということを表している。また、ヨセフはワイン作りに使用する道具を製作しており、これはキリストの血たるワインと受難を意味している。